# Lockheed YO-3 Quiet Star
El Lockheed YO-3A Quiet Star fue un avión monomotor a hélice estadounidense desarrollado para la observación del campo de batalla durante la guerra de Vietnam. Diseñado para ser lo más silencioso posible, estaba destinado a observar movimientos de tropas prácticamente en silencio durante las horas de oscuridad.

## Diseño y desarrollo
El YO-3A fue diseñado para cubrir una especificación del Ejército de los Estados Unidos de 1968, que solicitaba un avión de observación que fuera acústicamente indetectable desde el suelo cuando volara a una altitud de 457 m (1500 pies), por la noche.
Lockheed Missiles and Space Company, localizada en Sunnyvale (California), fue contratada para producir dos prototipos. En 1966, la compañía construyó dos QT-2 "Quiet Thrusters", usando planeadores Schweizer SGS 2-32 modificados. Los prototipos QT-2 fueron más tarde modificados a la configuración QT-2PC “PRIZE CREW”. El QT-2PC tenía un motor silenciado y una hélice de giro lento para un funcionamiento silencioso.
Tras las pruebas operacionales con el QT-2PC en Vietnam, se ordenó una versión de producción, designada YO-3A. El diseño de este avión también estaba basado en el planeador Schweizer SGS 2-32. Como el QT-2PC, el YO-3A tenía una gran envergadura y una gran área de cubierta para la observación. Dos tripulantes (un piloto y un observador) se sentaban en tándem. El observador estaba localizado en la parte delantera de la cabina. El YO-3A era un monoplano de ala baja totalmente metálico de construcción semimonocasco. Las superficies de control del YO-3A incluían alerones y timón recubiertos de tela. La capota del motor, la cubierta, la cobertura del tubo de escape del motor, los recubrimientos de la raíz alar y los carenados de los huecos de las ruedas fueron fabricados con fibra de vidrio. El YO-3A tenía un tren de aterrizaje retráctil de rueda de cola.
El YO-3A estaba propulsado por un motor bóxer de seis cilindros refrigerado por aire con inyección de combustible Continental Model No. IO-360D. El motor estaba acoplado a una hélice de giro lento a través de un sistema de transmisión por polea de correas. La relación de reducción de la hélice era de 3,33:1. Equipado originalmente con una hélice de 6 palas de paso ajustable en tierra, fue reemplazada en marzo de 1971 por una hélice de madera laminada de tres palas de velocidad constante diseñada por Ole Fahlin. La capota del motor y el cortafuegos estaban revestidos de material de fibra de vidrio para amortiguar y contener el ruido del motor.
El YO-3A estaba equipado con un Sistema de Escape Asimétrico. Se utilizaba un tubo de escape cruzado para sacar los gases de escape del banco izquierdo de cilindros del motor al lado derecho del compartimento del motor. Este cruce se unía al tubo de escape del banco derecho y salía por el lado inferior derecho del compartimiento del motor. Los gases de escape eran luego llevados a través de un carenado acústico hasta un silenciador disipador y resonante, continuando hasta la parte final trasera del fuselaje.
Nueve de los 11 YO-3A producidos operaron en Vietnam del Sur, por la noche, de 1970 a 1971 (de finales de junio de 1970 a septiembre de 1971), y aunque tres resultaron destruidos en accidentes, nunca resultaron dañados por fuego enemigo o fueron derribados. El YO-3A tuvo mucho éxito en el seguimiento de los movimientos del Viet Cong y del Ejército Norvietnamita (NVA) que operaban en la República de Vietnam (o Vietnam del Sur).

## Historia operacional

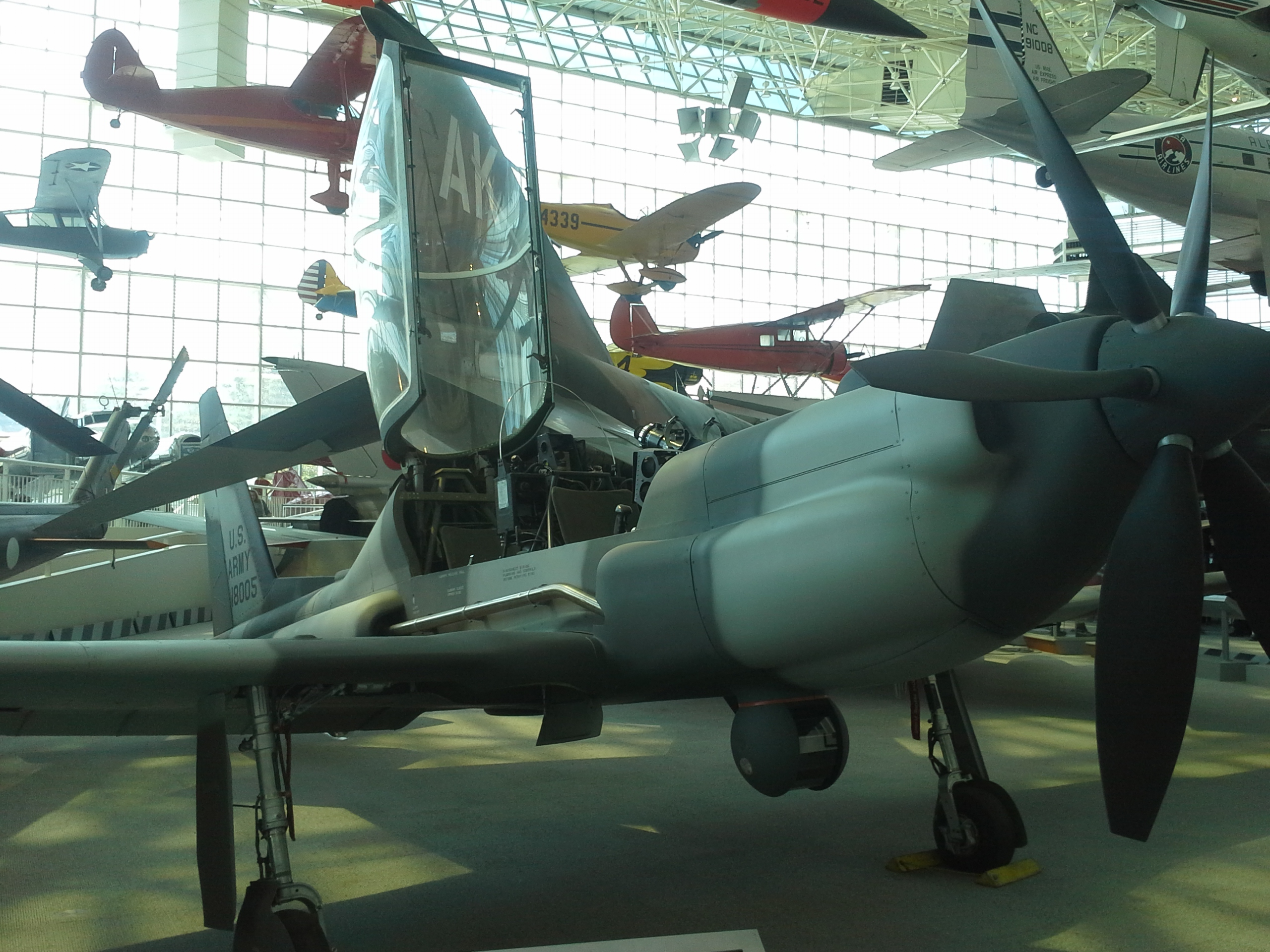
Lockheed YO-3A

### Guerra de Vietnam
Tras la evaluación en combate de los QT-2 en Vietnam realizada por el Ejército, 9 YO-3A de producción fueron enviados a Long Thanh North, Vietnam, en 1970. Poco después, tres aparatos fueron enviados a la 220th Aviation Company, Phu Bai, y dos más a la Base Aérea de Binh Thuy. Las observaciones fueron realizadas inicialmente de forma visual (80 %), más tarde con un Periscopio Aéreo de Visión Nocturna desarrollado por Xerox Electro-Optical de Pasadena, California. El equipamiento de misión del YO-3A era un Periscopio Aéreo de Visión Nocturna con iluminador infrarrojo. Un YO-3A fue equipado con un designador de blancos láser.  El sistema de designación láser nunca fue utilizado.
El YO-3A operaba silenciosamente a 1000 pies, o menos, dependiendo del ruido de fondo terrestre. Se sabe que algunos pilotos llegaron a no ser reconocidos por el enemigo, estando a 200 pies. Ocasionalmente, se realizaron vuelos diurnos sobre los ríos. Los jefes de equipo, antes del despliegue, prestaban atención al YO-3A, que volaba sobre la sección de mantenimiento, escuchando tintineos, silbidos u otros ruidos. La hélice, incluso a 500 pies por encima del área de mantenimiento, solo producía un ligero bataneo, oído solo al aproximarse. Era seguido por una ligera ráfaga de viento sobre las alas. No había sonido audible una vez el avión había pasado. Si se oía cualquier ruido anormal, el avión volvía a la pista, donde se usaba cinta americana y otras medidas para silenciar cualquier sonido perceptible.

### Uso de posguerra
Tras Vietnam, dos YO-3A, el 69-18006 y el 69-18007, fueron usados por el Louisiana Department of Fish and Game. El avión resultó eficaz atrapando a furtivos. Finalmente, el FBI adquirió los aviones, y operó el modelo durante varios años, ayudando al arresto de secuestradores y extorsionistas.
La NASA se hizo con un YO-3A, el 69-18006. Tras el servicio con el Ejército estadounidense, este avión fue transferido a la escuela de mecánicos de células y motores. El Centro de Investigación Ames de la NASA, localizado en el Moffett Federal Airfield, en California, compró el YO-3A de la escuela en 1977. La NASA equipó el avión con micrófonos de punta alar y de cola. Estos micrófonos fueron usados para grabar las señales acústicas en vuelo de una variedad de helicópteros y convertiplanos del Ejército estadounidense. El YO-3A también fue usado para medir los estampidos sónicos del Lockheed SR-71 Blackbird. En 1997, el YO-3A de la NASA fue transferido al Centro de Investigaciones de Vuelo Dryden (actualmente Centro de Investigaciones de Vuelo Armstrong) en la Base Edwards de la Fuerza Aérea, en California. El YO-3A permaneció almacenado en estado de vuelo hasta octubre de 2004. Luego fue llevado en vuelo de vuelta a Ames en apoyo a la investigación de aeronaves de rotores durante casi dos años, antes de volver de nuevo a Dryden. En 2015, la aeronave fue retirada por la NASA y vendida por la Administración de Servicios Generales en subasta al Vietnam Helicopters Museum.

## Variantes

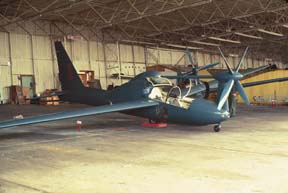
QT-2PC en 1968.

T-1 Quiet Thruster
Propuesto planeador a motor monoplaza, basado en el Schweizer SGS 2-32, no construido.
QT-2
Dos veleros biplazas Schweizer X-26 modificados para evaluación, más tarde modificados con paquetes de sensores como QT-2PC.
QT-2PC PRIZE CREW
Dos QT-2 con paquetes de sensores de combate para evaluación en el Teatro de Vietnam, uno convertido en piezas de repuesto y el otro devuelto a los Estados Unidos como Schweizer X-26B.
Q-Star
Schweizer SGS 2-32 modificado para desarrollo del motor/hélice.
YO-3A
Aviones de producción para el Ejército de los Estados Unidos, 11 construidos.

## Operadores

### Militares
Estados Unidos
- Ejército de los Estados Unidos

### Civiles
Estados Unidos
- FBI
- Louisiana Department of Fish and Game
- NASA

## Supervivientes
- 69-18000: YO-3A almacenado en el United States Army Aviation Museum en Fort Rucker, Alabama.[7]
- 69-18001: YO-3A en exhibición estática en el Hiller Aviation Museum en San Carlos (California).[8][9]
- 69-18005: YO-3A en exhibición estática en el Museum of Flight en Seattle, Washington.[10]
- 69-18006: YO-3A en exhibición estática en el Pima Air & Space Museum en Tucson, Arizona.[11]
- 69-18007: YO-3A almacenado en el Western Museum of Flight en Torrance (California).[3]
- 69-18010: YO-3A almacenado en el Vietnam Helicopters Museum en Concord (California).[12]

## Especificaciones

### Características generales
- Tripulación: Dos (piloto y observador)
- Longitud: 8,9 m (29,3 ft)
- Envergadura: 17 m (55,8 ft)
- Superficie alar: 19,8 m² (213,1 ft²)
- Peso máximo al despegue: 1724 kg (3799,7 lb)
- Planta motriz: 1× motor bóxer de seis cilindros refrigerado por aire Continental Model No. IO-360D.
  - Potencia: 156 kW (215 HP; 212 CV)
- Hélices: Tripala de madera laminada de velocidad constante
- Alargamiento: 1:7

### Rendimiento
- Velocidad máxima operativa (Vno): 166 km/h (103 MPH; 90 kt)
- Velocidad crucero (Vc): 129,7 km/h (81 MPH; 70 kt)
- Velocidad de entrada en pérdida (Vs): 103,6 km/h (64 MPH; 56 kt)

## Aeronaves relacionadas

### Aeronaves similares
- Schweizer X-26

### Secuencias de designación
- Secuencia O-_ (Aviones de Observación estadounidenses, 1962-presente): O-1 - O-2 - O-3 - O-4 - O-5 - O-6